# 滑舌
| ウィキペディアには「滑舌」という見出しの百科事典記事はありません（タイトルに「滑舌」を含むページの一覧/「滑舌」で始まるページの一覧）。 代わりにウィクショナリーのページ「滑舌」が役に立つかもしれません。 |